# Fußball-Europameisterschaft 1996/Schottland
Dieser Artikel behandelt die schottische  Nationalmannschaft bei der Fußball-Europameisterschaft 1996.

## Qualifikation
| Pl. | Land         | Sp. | S | U | N  | Tore    | Diff. | Punkte |
| --- | ------------ | --- | - | - | -- | ------- | ----- | ------ |
| 1.  | Russland     | 10  | 8 | 2 | 0  | 034:500 | +29   | 26     |
| 2.  | Schottland   | 10  | 7 | 2 | 1  | 019:300 | +16   | 23     |
| 3.  | Griechenland | 10  | 6 | 0 | 4  | 023:900 | +14   | 18     |
| 4.  | Finnland     | 10  | 5 | 0 | 5  | 018:180 | ±0    | 15     |
| 5.  | Färöer       | 10  | 2 | 0 | 8  | 010:350 | −25   | 06     |
| 6.  | San Marino   | 10  | 0 | 0 | 10 | 002:360 | −34   | 0      |

Spielergebnisse
| 7. Sep. 1994  | Finnland     | – | Schottland | 0:2 (0:1) |
| 12. Okt. 1994 | Schottland   | – | Färöer     | 5:1 (3:0) |
| 16. Nov. 1994 | Schottland   | – | Russland   | 1:1 (1:1) |
| 18. Dez. 1994 | Griechenland | – | Schottland | 1:0 (1:0) |
| 29. März 1995 | Russland     | – | Schottland | 0:0       |

| 26. Apr. 1995 | San Marino | – | Schottland   | 0:2 (0:1) |
| 7. Juni 1995  | Färöer     | – | Schottland   | 0:2 (0:2) |
| 16. Aug. 1995 | Schottland | – | Griechenland | 1:0 (0:0) |
| 6. Sep. 1995  | Schottland | – | Finnland     | 1:0 (1:0) |
| 15. Nov. 1995 | Schottland | – | San Marino   | 5:0 (2:0) |

## Schottisches Aufgebot
| Nr.               | Name             | Verein vor EM-Beginn | Geburtstag | Spiele   | Tore     |          |          |          |          |
| Torhüter          | Torhüter         | Torhüter             | Torhüter   | Torhüter | Torhüter | Torhüter | Torhüter | Torhüter | Torhüter |
| ----------------- | ---------------- | -------------------- | ---------- | -------- | -------- | -------- | -------- | -------- | -------- |
| 1                 | Jim Leighton     | Hibernian Edinburgh  | 24.07.1958 | 0        | 0        | 0        | 0        | 0        |          |
| 12                | Andy Goram       | Glasgow Rangers      | 13.04.1964 | 3        | 0        | 0        | 0        | 0        |          |
| 22                | Nicky Walker     | Partick Thistle      | 29.09.1962 | 0        | 0        | 0        | 0        | 0        |          |
| Abwehrspieler     |                  |                      |            |          |          |          |          |          |          |
| 2                 | Stewart McKimmie | FC Aberdeen          | 27.10.1962 | 2        | 0        | 0        | 0        | 0        |          |
| 3                 | Tommy Boyd       | Celtic Glasgow       | 24.11.1965 | 3        | 0        | 1        | 0        | 0        |          |
| 4                 | Colin Calderwood | Tottenham Hotspur    | 20.01.1965 | 3        | 0        | 1        | 0        | 0        |          |
| 5                 | Colin Hendry     | Blackburn Rovers     | 07.12.1965 | 3        | 0        | 1        | 0        | 0        |          |
| 6                 | Derek Whyte      | FC Middlesbrough     | 31.08.1968 | 0        | 0        | 0        | 0        | 0        |          |
| 13                | Tosh McKinlay    | Celtic Glasgow       | 03.12.1964 | 2        | 0        | 0        | 0        | 0        |          |
| Mittelfeldspieler |                  |                      |            |          |          |          |          |          |          |
| 8                 | Stuart McCall    | Glasgow Rangers      | 10.06.1964 | 3        | 0        | 1        | 0        | 0        |          |
| 10                | Gary McAllister  | Leeds United         | 25.12.1964 | 3        | 0        | 0        | 0        | 0        |          |
| 11                | John Collins     | Celtic Glasgow       | 31.01.1968 | 3        | 0        | 2        | 0        | 0        |          |
| 15                | Eoin Jess        | FC Aberdeen          | 13.12.1970 | 1        | 0        | 0        | 0        | 0        |          |
| 16                | Craig Burley     | FC Chelsea           | 24.09.1971 | 3        | 0        | 0        | 0        | 0        |          |
| 17                | Billy McKinlay   | Blackburn Rovers     | 22.04.1969 | 1        | 0        | 0        | 0        | 0        |          |
| 21                | Scot Gemmill     | Nottingham Forest    | 02.01.1971 | 0        | 0        | 0        | 0        | 0        |          |
| Stürmer           |                  |                      |            |          |          |          |          |          |          |
| 7                 | John Spencer     | FC Chelsea           | 11.09.1970 | 3        | 0        | 1        | 0        | 0        |          |
| 9                 | Ally McCoist     | Glasgow Rangers      | 24.09.1962 | 2        | 1        | 0        | 0        | 0        |          |
| 14                | Gordon Durie     | Glasgow Rangers      | 06.12.1965 | 3        | 0        | 0        | 0        | 0        |          |
| 18                | Kevin Gallacher  | Blackburn Rovers     | 23.11.1966 | 1        | 0        | 1        | 0        | 0        |          |
| 19                | Darren Jackson   | Hibernian Edinburgh  | 25.07.1966 | 0        | 0        | 0        | 0        | 0        |          |
| 20                | Scott Booth      | FC Aberdeen          | 16.12.1971 | 2        | 0        | 0        | 0        | 0        |          |
| Trainer           |                  |                      |            |          |          |          |          |          |          |
|                   | Craig Brown      |                      | 01.07.1940 |          |          |          |          |          |          |

## Spiele der schottischen Mannschaft
| Pl.                                                                                               | Land        | Sp. | S | U | N | Tore    | Diff. | Punkte |
| ------------------------------------------------------------------------------------------------- | ----------- | --- | - | - | - | ------- | ----- | ------ |
| 1.                                                                                                | England     | 3   | 2 | 1 | 0 | 007:200 | +5    | 07     |
| 2.                                                                                                | Niederlande | 3   | 1 | 1 | 1 | 003:400 | −1    | 04     |
| 3.                                                                                                | Schottland  | 3   | 1 | 1 | 1 | 001:200 | −1    | 04     |
| 4.                                                                                                | Schweiz     | 3   | 0 | 1 | 2 | 001:400 | −3    | 01     |
| Für die Platzierung 2 und 3 ist die Anzahl der erzielten Tore in allen Gruppenspielen maßgeblich. |             |     |   |   |   |         |       |        |

|                                           |   |            |           |
| 10. Juni 1996 in Birmingham (Villa Park)  |   |            |           |
| Niederlande                               | – | Schottland | 0:0       |
| 15. Juni 1996 in London (Wembley-Stadion) |   |            |           |
| England                                   | – | Schottland | 2:0 (0:0) |
| 18. Juni 1996 in Birmingham (Villa Park)  |   |            |           |
| Schottland                                | – | Schweiz    | 1:0 (1:0) |